# Rovásírás
A rovásírás kifejezés alatt a hétköznapi szóhasználatban a székely–magyar rovásírást értjük. Ez a rovásírás kifejezés azonban pontatlan, mert csupán egy széles körben használt írástechnológiára utal. Több régészeti bizonyíték is igazolja, hogy Árpád honfoglaló seregében használták, pl. Homokmégy-halomi rovásfelirat és az Alsószentmihályi rovásfelirat. A három rovásírás összehasonlítása és történetének rövid összefoglalója a rovásíráscsalád oldalon megtalálható.

## Nem rovásírások

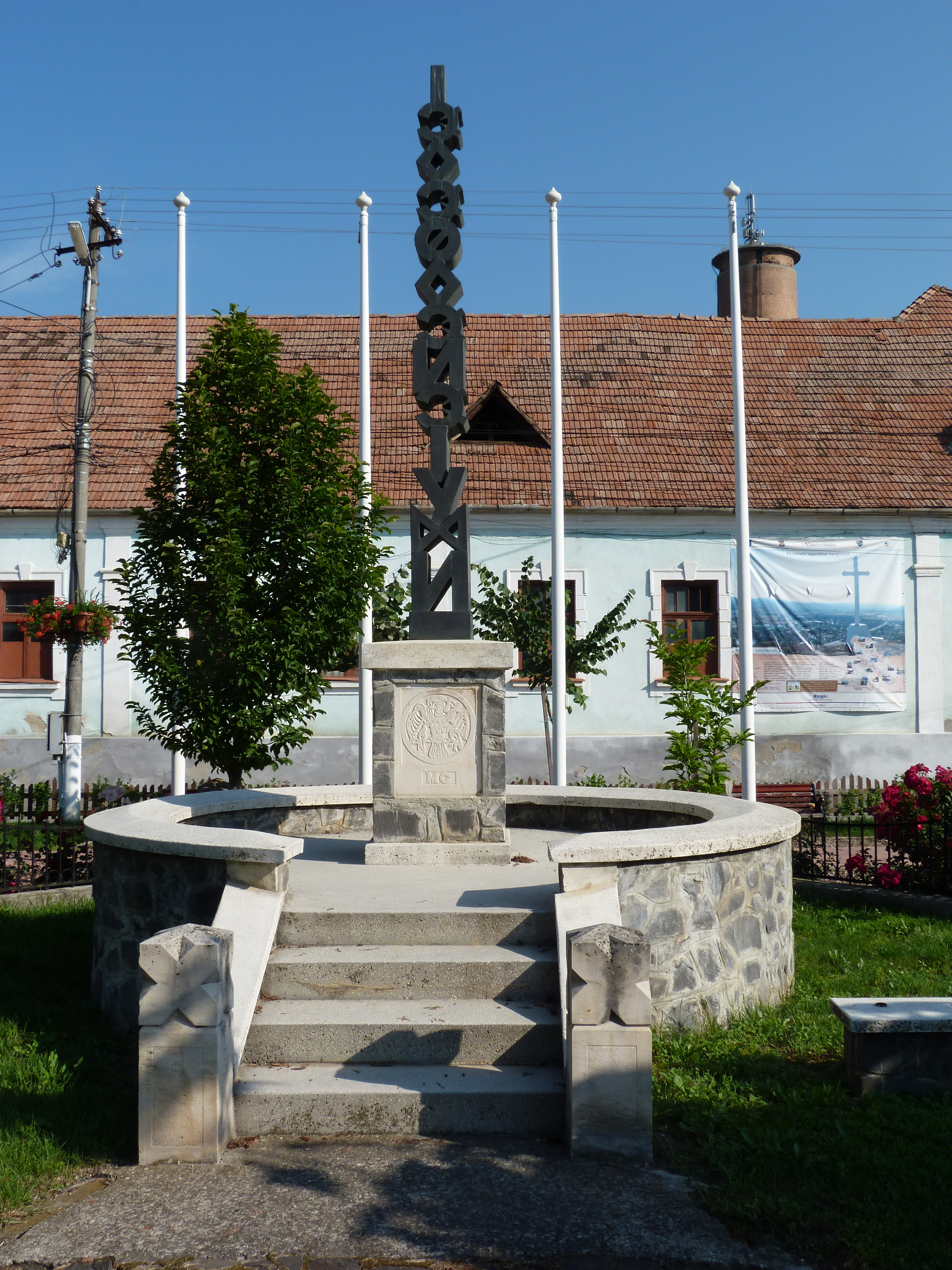
Magyar Írás emlékműve - Székelykeresztúr

A 20. század közepén a kiváló dán tudós, Thomsen által megfejtett Orhoni, más néven türk írást tartották a székely-magyar rovásírás ősének, sőt a nemzetközi szakirodalomban még ma is sokan így vélekednek. Ennek azonban döntően "kényelmi" oka volt: a türk írást már ismerték, s könnyű volt azt feltételezni, hogy a türk írás egy változatával állunk szemben. Ebben az időben a türk írást "türk rovásírásnak" is nevezték. A 20. század végi számos új régészeti lelet és a magyar és nemzetközi paleográfia fejlődése azonban nyilvánvalóvá tette, hogy a székely-magyar rovásírásnak csak közvetett kapcsolata van a türk írással: vannak közös őseik, ezek nagyrészt a különböző föníciai eredetű írások, kisebb részben a türk képjelek.
Nem rovásírás a türk képjelek, amelyekből a legtöbbet a türk írás őrzött meg, de mindegyik rovásírásban található belőlük. A türk képjelek eredete ismeretlen.

## Kapcsolódó Unicode előterjesztések
- Demeczky Jenő, Giczi György, Dr. Hosszú Gábor, Kliha Gergely, Dr. Obrusánszky Borbála, Rumi Tamás, Sípos László, Dr. Zelliger Erzsébet javaslata  - Kiegészítő információk a Rovás írásnévről (angolul): Additional information about the name of the Rovas script. Individual Contribution for consideration by UTC and ISO/IEC JTC1/SC2/WG2 and ISO 15924/MA-JAC Archiválva 2014. február 22-i dátummal a Wayback Machine-ben, 2012. október 21.
- Demeczky Jenő, Dr. Hosszú Gábor, Rumi Tamás, Sípos László, Dr. Zelliger Erzsébet: Revised proposal for encoding the Rovas in the UCS. Individual Contribution for consideration by UTC and ISO/IEC JTC1/SC2/WG2 Archiválva 2014. március 17-i dátummal a Wayback Machine-ben, 2012. október 17.
- Kód kérése a Rovás számára az ISO 15924 szabványba[halott link], 2012. október 21. (angolul)
- Jenő Demeczky, György Giczi, Gábor Hosszú, Gergely Kliha, Borbála Obrusánszky, Tamás Rumi, László Sípos, Erzsébet Zelliger: About the consensus of the Rovas encoding - Response to N4373. Individual Contribution for consideration by UTC and ISO/IEC JTC1/SC2/WG2[halott link]. Registered by UTC (L2/12-337), 2012-10-24  (angolul)

## Szakirodalom
- Dr. Hosszú Gábor: Interjú a Magyar Katolikus Rádió Nyelvédesanyánk c. műsorában, szerkesztő: Gyarmathy Dóra. 2012. november 18. 15.00, a felvételen 13:50-nél kezdődik az interjú. (magyarul)
- Dr. Hosszú Gábor: A számítógépes paleográfia haszna. Interjú a Magyar Rádió Határok nélkül c. műsorában. 2012. július 10, az első 1:30 perc.[halott link] (magyarul)
- Csallány Dezső 1955: Rovásírásos gyűrűk Magyarországon. Arch. Ért. 1955, 79-85.
- Csallány Dezső 1968: A nagyszentmiklósi rovásfeliratok és a battonyai Árpád-kori rovásírásos gyűrű kapcsolatai. JAMÉ 11, 89-94.
- Mandics György: Róvott múltunk - A székely-magyar rovásírás-történet kézikönyve. Irodalmi Jelen kiadó, Arad, 2010.
- Sándor Klára: A székely írás nyomában. Tipotex, 2014.
- Tubay Tiziano: A székely írás kutatásának a története. Budapest, 2015. Országos Széchényi Könyvtár

## Külső hivatkozások
- Rovásírás átíró